# 体位
医療、看護、介護領域の体位（たいい）は、体の位置や姿勢のことを指す。
たとえば立つ、座る、寝るや、その際に膝を伸ばすか曲げるか、あるいは体を捻るかどうか、といった違いによってそれを区別する。

## 概要
医療で行われる画像診断（主に診療放射線技師によるX線撮影など）では、立位、座位、臥位を始め、側臥位（デクビタス）、外転・内転、外旋・内旋、反跳位など、診断目的に応じて適宜組み合わせられている。例えば、胸部X線撮影の場合、心不全の心拡大、胸水貯留、鬱血による血管影拡大、呼吸不全の確認、また腹部X線撮影の場合、腸閉塞（イレウス）のニボー、消化管穿孔のフリーエアー、急性腹症の確認など、検査時の体位が診断所見に及ぼす影響は非常に大きい。
産婦人科での診察、出産時の姿勢などでは、仰臥位、側臥位 (横臥位、Lateral position)、また救急時のものでは昏睡体位 (Coma position)、回復体位といったようなものがある。いずれも出産者、受診者の単独の体位である。
そのほか、泌尿器科、肛門科、産婦人科において検査や治療上で用いられる体位には、以下のようなものがある（仰臥位、側臥位、腹臥位は総称して臥位と呼ばれる場合もある）。
- 腹臥位（伏臥位、会陰位[1]）
- シムズ体位（シムス位） (en:Sims' position) 半腹臥位と並列して扱われることもある[2]
- 膝胸体位（膝胸位） (Knee-Chest Position)
- 切石体位（切石位・戴石位・砕石位・背仙位） (en:Lithotomy position)
- トレンデレンブルグ体位（トレンデレンブルク体位）（en:Trendelenburg position）[3]
- 半座位（ファウラー位） (Half-sitting position, en:Fowler's position)
- ジャックナイフ位 (Jack-knife position)

など
介護、看護領域では褥瘡の防止のために、一定時間以上同じ体位をとりつづけさせないよう、体位変換を適宜行うことが重要である。

## 体位と呼吸
心不全では、上体を起こした体位でないと、呼吸困難に陥る場合がある。
体位は血中の酸素濃度にも影響を与え、呼吸機能が低下した患者において、仰臥位と腹臥位では肺内部の酸素量と血液量の分布に差があり、効率的なガス交換を行うために、患者の状態に合わせた体位の選択が重要である。

## 麻酔中の体位
手術体位（Surgical positions）とも呼ばれる。不適切な体位をとると、患者の体重や様々な圧迫によって、末梢神経障害、組織障害、呼吸抑制、循環抑制などが生じる危険がある。通常の覚醒時には、しびれや痛みを感じ、体を動かすことで障害を回避することができるが、全身麻酔中は、無理のある体位に対して苦痛を訴えることができないため、重篤な合併症に進展する可能性がある。 

### 呼吸器系への影響
全身麻酔下では、麻酔薬・麻薬による呼吸中枢の抑制と、筋弛緩薬による全身の筋肉の弛緩があるため、体位が換気状態に大きく影響する。さらに、重力方向への内臓の移動、および体位保持のための固定具や抑制帯により、胸郭運動が制限され、横隔膜運動が妨げられる。
特に腹臥位では、自重や支持台により胸腹部が機械的に圧迫され、低換気に伴う二酸化炭素蓄積や無気肺発生のリスクが高くなる。
また、仰臥位や砕石位では、腹腔内臓器によって横隔膜が頭側に押し上げられ、機能的残気量が低下する。
側臥位では、肺内血流が下側にシフトして、換気血流比不均等が生じる。

### 循環器系への影響
全身麻酔では、末梢血管抵抗が低下することが多く、通常の覚醒時に認められるような交感神経を介した代償機能が働かないため、重力の影響で身体の下方に静脈血が鬱滞しやすくなる。そのため、静脈還流が減少し、心拍出量の低下が生じて血圧低下につながる。
さらに、腹臥位や右下腎摘位では腹部の圧迫により、直接下大静脈が圧排され、静脈還流が障害される。特殊な例では、仰臥位時に妊娠末期の子宮や腹腔内の巨大腫瘍が下大静脈を上から圧迫して、重篤な血圧低下をまねく「仰臥位低血圧症候群」が知られている。通常、下大静脈は腹腔内の正中やや右寄りを走行しているので、血圧低下時には腹部を左側に徒手圧排したり、左半側臥位にするなどの対処が有効である。
側臥位では自重により、下側の腋窩動脈の閉塞、腋窩静脈の鬱滞が生じる。
砕石位では股関節と膝関節が屈曲するため、下肢の鬱血による静脈血栓形成を助長しやすい。